# Christoph Raupach
Christoph Raupach (Tundern, Ducat de Schleswig, 1686 - Stralsund, 1744) fou un músic alemany, organista, musicòleg i compositor, el seu fill Hermann, va ser deixeble d'ell i més important en la història de la música que Christopher.
Fill d'un organista, rebé del seu pare les primeres lliçons de l'art musical. El 1700 es dirigí a Hamburg, on tingué per professor a Bronner, el qual li ensenya especialment el contrapunt. Als disset anys aconseguí, mitjançant oposició, la plaça d'organista de l'església de Sant Nicolau de Stralsund, el que no li impedí continuar els seus estudis.
Va compondre diverses peces de circumstància per a determinades festivitats; a més, són nombroses les obres que deixà, entre elles oratoris, cantates, peces per a piano, etc. Sobre música va escriure un treball, inserit en l'obra de Niedt Musikalisches Handleigtung (Hamburg, 1717).